# Ферапонтов, Илья Викторович
Илья Викторович Ферапонтов (19 апреля 1997, Суджа, Курская область) — российский футболист, нападающий.

## Биография
Родился 19 апреля 1997 в городе Суджа, Курская область. Воспитанник московских «Крыльев Советов» и ЦСКА. 8 февраля 2017 года подписал контракт с эстонским клубом «Нарва-Транс». Дебютировал в чемпионате Эстонии 4 марта 2017 года в матче против «Пайде». В феврале 2018 года перешёл в клуб ПФЛ «Нефтехимик».